# Sonotrella virescens
Sonotrella virescens är en insektsart som beskrevs av Andrej Vasiljevitj Gorochov 1990. Sonotrella virescens ingår i släktet Sonotrella och familjen syrsor. Inga underarter finns listade i Catalogue of Life.